# Rada'a (okrug)
Okrug Rada'a (Arapski: مُدِيْرِيَّة رَدَاع) je okrug muhafaze Al Bayda u Jemenu. U 2003. godini okrug je imao 56,382 stanovnika. Najveći grad okruga je Rada'a, 49 km istočno od Zamara, grad poznat po svojoj Amresijskoj medresi i džamiji iz 16. stoljeća.